# 치마
치마는 허리에 걸쳐 엉덩이와 발 전체 또는 일부를 덮는 원뿔 또는 원통형의 옷의 종류이다. 스커트(영어: skirt)라고도 부른다. 
하나의 재료를 걸친 간단한 형태도 있지만, 대부분의 치마는 허리에서 꼭 맞고 그 아래로는 넉넉한데, 여기에는 다트, 3각 모양 재단, 주름, 패널 등이 쓰인다. 현대의 치마는 통상 데님, 저지, 소모사, 포플린과 같이 가볍거나 중간 무게의 옷감을 사용한다. 얇거나 달라붙는 옷감으로 만들어진 스커트는 종종 슬립과 함께 입어 수수하게 보이게 한다.
치마는 서로 다른 문화권과 다른 역사속에서 다른 방향으로 발전해왔다. 현대 서양 유럽권에서는 거의 대부분 여자가 입으며, 지역 풍습에 따라 남자가 입기도 한다. 남성의 전통 옷으로는 킬트나 푸스타넬라가 있다. 의상의 역사 연구가들은 18세기 또는 그 이전의 스커트 모양의 의상을 패티코트로 부르기도 한다.
치마의 끝단은 유행이나 착용자의 취향에 따라 허벅지 위로 올라갈 수도 있고, 땅에 닿을 수도 있다. 일부 중세의 상류층 여인들은 바닥 지름이 3미터에 이르는 치마를 입기도 했다. 반대로, 1960년대에의 미니 스커트는 앉았을 때 간신히 속옷을 가릴 수 있을 정도로 작아지기도 했다.

## 역사
19세기 서양의 여성 의류의 마름질은 다른 시대보다 더 다양하게 변화하였다. 허리선은 가슴 바로 아래에서 시작하여 점차 자연적인 허리까지 내려갔다. 스커트는 좁게 시작하여 1860년대의 후프 스커트와 크리놀린에 지지되는 형태에 이르기까지 극적으로 늘어났다.
1915년경에 낮에 입는 드레스의 치마단은 바닥을 영원히 벗어났다. 이후 50년 간 유행한 스커트는 1920년대에 짧아지고, 1930년대에는 길어지다가 전시에 섬유의 제약으로 짧아졌다. 그리고는 다시 길어졌고, 1967년에서 1970년 사이에 가장 짧았는데, 이는 금기로 여겨졌던 속옷의 노출을 피하면서 가능한 한 짧아진 것이다.
1970년대 이후로는 여성이 입는 바지가 유행하기 시작했다. 스커트는 하나의 길이가 오랜 시간을 유지하지 않았고, 짧은 치마와 발목까지 내려오는 형태가 병행하여 패션 잡지나 카탈로그에 종종 등장하였다.
그리고 현대에 들어서는 여성들 마저도 치마보다 바지의 착용이 압도적으로 많아졌을 정도이기도 하다.

## 스커트의 종류
스커트는 블라우스·스웨터·재킷 등과 함께 맞추어 입는 옷으로서 의복의 실루엣을 분류할 때 중요하다.
스커트의 형태는 크게 슬림(slim) 스커트와 풀(full) 스커트로 나눈다. 스커트는 길이, 너비, 절개선 그리고 허리선을 개더, 플리트 등으로 변형시키면 여러 모양이 된다. 기본 원형을 이용하여 다양한 디자인으로 전개한다.

### A라인 스커트
기본 원형의 옆솔기를 사선으로하여 단 둘레를 넓혀 준다. 체형과 디자인에 따라 4cm 내외로 옆선을 넓혀서 정리한다. 허리선에 두 개의 다트를 이동하여 한 개의 다트로 한다.

### 플레어 스커트
플레어의 넓이에 따라 180°플레어(half circular), 270°플레어(three-quater circular), 360°플레어(full circular) 스커트 등으로 나뉜다. 180°플레어 스커트는 기본 원형의 다트 끝을 연장하여 절개선을 그어 자른 다음, 45° 각도에 맞도록 다트를 접어 자른 선을 전개한다. 앞 중심은 직각으로, 허리선은 곡선으로 정리한다. 뒤 스커트도 앞과 같은 방법으로 한다. 또한 270°, 360°플레어 스커트의 경우에도 각도를 조절하여 같은 방법으로 활용한다.

### 플리트 스커트
주름을 잡은 후 열처리를 하여 고정시키는 스커트로 플리트의 종류, 위치, 수에 따라 다양한 디자인이 된다. 옆에 플리트를 넣은 스커트는 A라인 스커트 원형을 이용하여 다트 위치에 플리트를 정하고 절개하여 H. L.(엉덩이선)을 수평으로 유지하며 조각들을 벌려서 16cm 내외의 맞주름 분량을 넣은 후 정리한다. 뒤 스커트도 같은 방법으로 한다.

## 여러 가지 치마

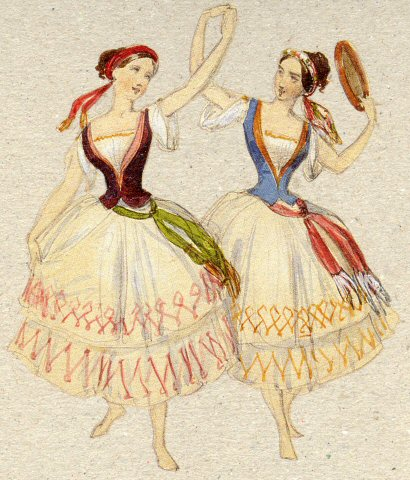
치마를 입고 있는 두 명의 여성 그림.
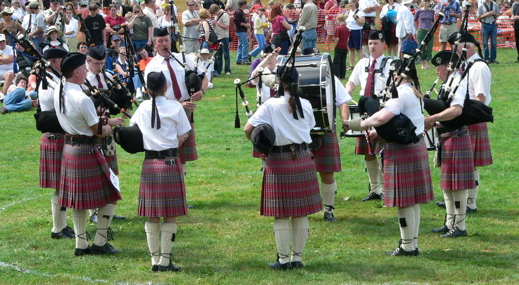
킬트를 입고 있는 남성들.
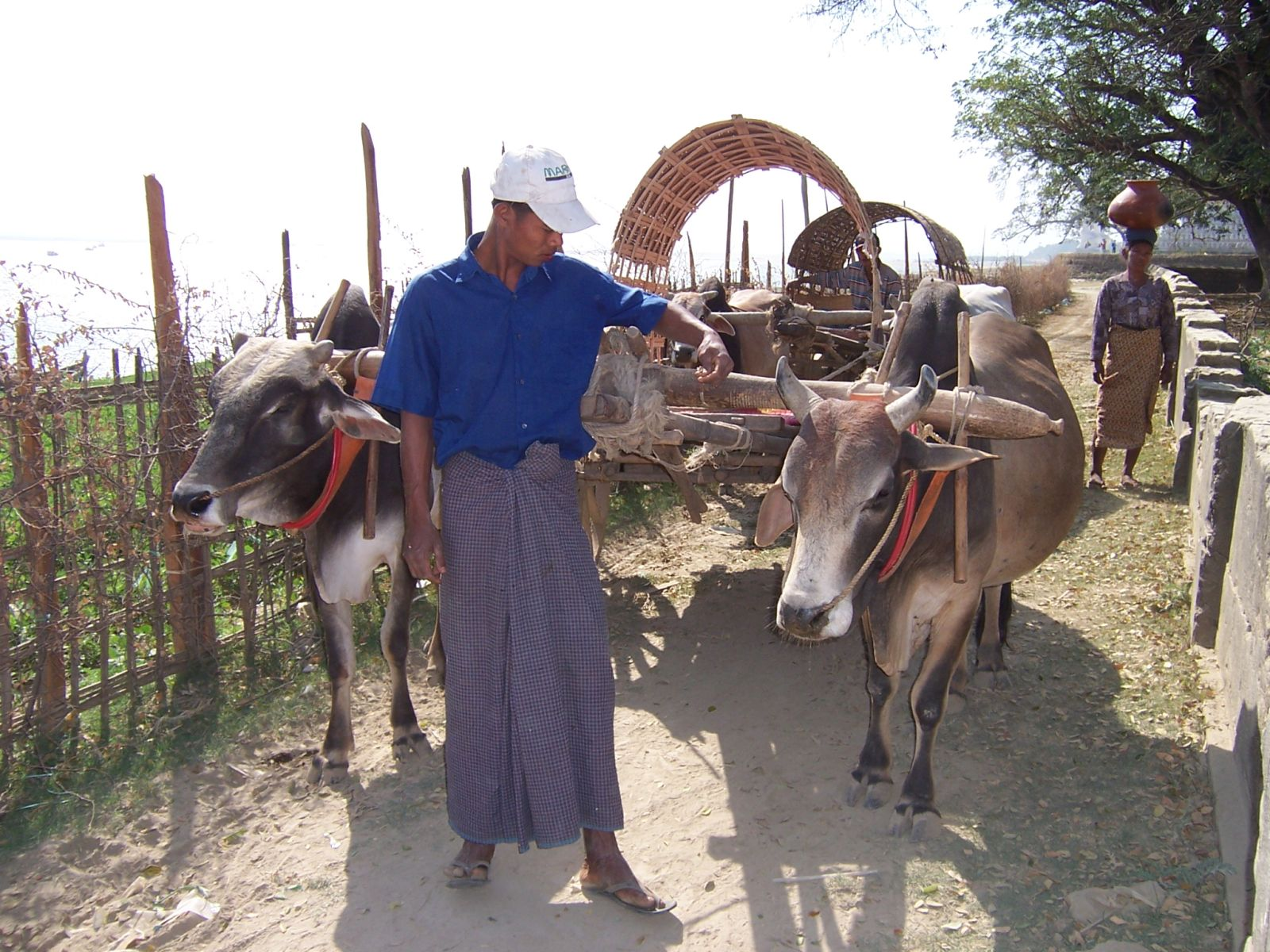
롱기를 입고 있는 미얀마 남성.
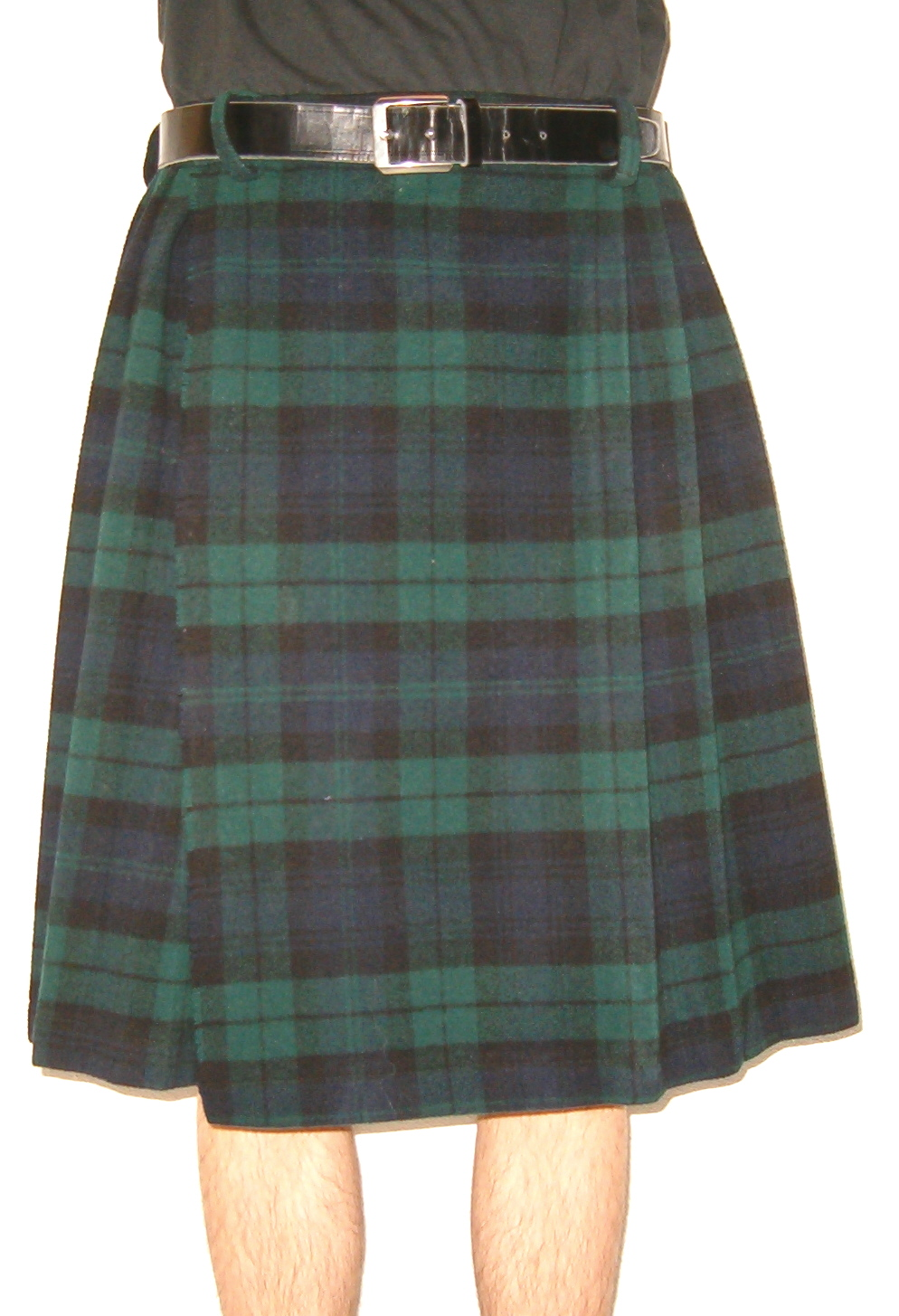
스코틀랜드 전통 의상 킬트
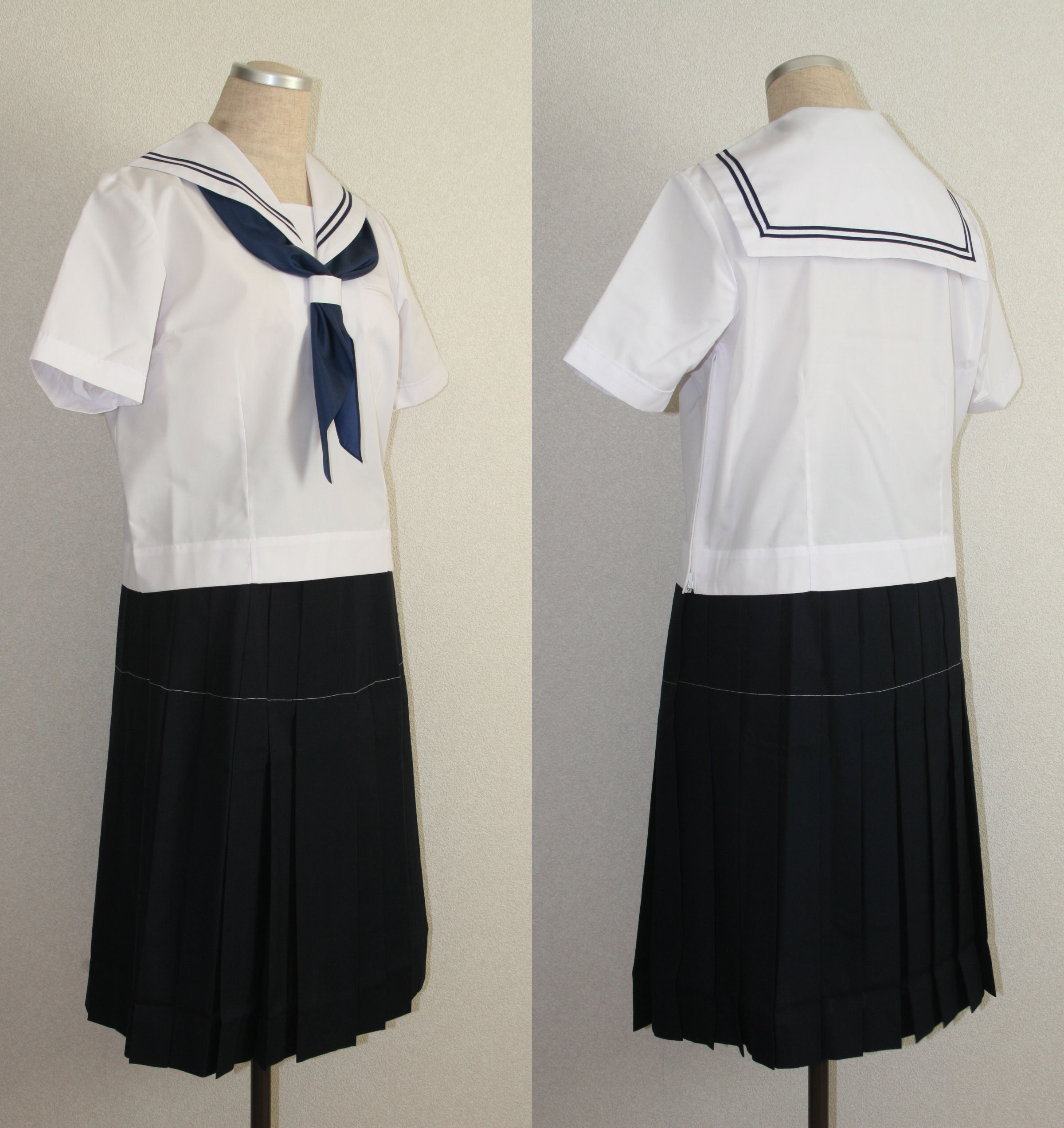
교복치마

## 같이 보기
- 치마 (한복)